# Diane Dodds

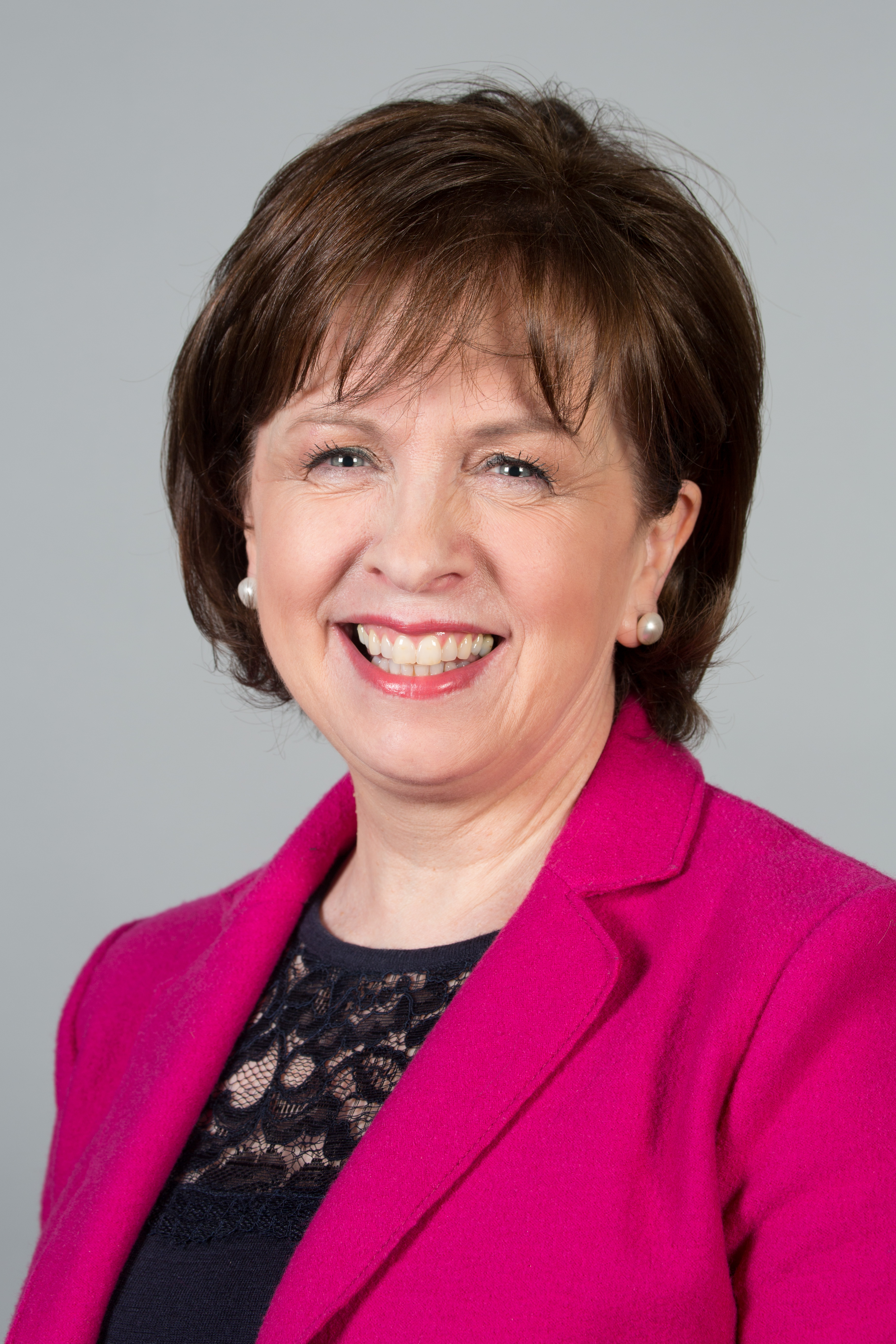
Diane Dodds

Diane Dodds (* 16. August 1958 in Banbridge) ist eine britische Politikerin der Democratic Unionist Party.

## Leben
Dodds besuchte die Banbridge Academy und studierte Geschichte und Anglistik auf Lehramt an der Queen’s University Belfast. Bevor sie in die Politik ging, war sie sieben Jahre lang als Lehrerin an der Laurelhill High School tätig.

## Politische Karriere
Vom 26. November 2003 bis 7. März 2007 war sie als Nachfolgerin von Joe Hendron Abgeordnete in der Nordirland-Versammlung. 2007 verlor sie ihren Sitz in der Northern Ireland Assembly an Jennifer McCann von der Sinn Féin. Ab 2009 war Dodds Abgeordnete im Europäischen Parlament. 
Als EU-Parlamentarierin war Dodds Mitglied im Ausschuss für Landwirtschaft und ländliche Entwicklung und in der Delegation für die Beziehungen zu Israel sowie im Fischereiausschuss tätig.
Mit dem Austritt des Vereinigten Königreichs aus der EU Ende Januar 2019 verlor Dodds ihren Sitz im Europaparlament. Sie wechselte am 9. Januar 2020 erneut in die Nordirland-Versammlung, wo sie das Mandat von Carla Lockhart übernahm, die im Dezember 2019 in das britische Unterhaus gewählt worden war. Am 11. Januar 2020 übernahm sie zudem das Amt der nordirischen Wirtschaftsministerin. Im Rahmen einer Kabinettsumbildung verlor diesen Posten im Juni 2021 an Paul Frew.
Im Stadtrat von Belfast ist Dodds Mitglied. Sie ist mit dem Politiker und Rechtsanwalt Nigel Dodds verheiratet.